# Dianópolis
Dianópolis è un comune del Brasile nello Stato del Tocantins, parte della mesoregione Oriental do Tocantins e della microregione di Dianópolis.

## Storia
La storia di Dianópolis inizia nel 1750, con la fondazione di una città nella regione indiana Acroás villaggio di miniere d'oro di grandi dimensioni, con il nome di Tapuias Minas. Date le richieste dei coloni, è sceso alla missione dei Gesuiti agli indiani nei villaggi del cluster (Ant e missioni), vennero le prime case che hanno dato origine al campo di San Giuseppe Duro. Nel 1854, il campo era già Paz District, elevata a una città il 26 agosto 1884, questa data ritenuta della sua fondazione in fase di installazione al 1 ° gennaio 1885. Più tardi, la città venne chiamato Dianópolis, l'origine del nome "Dianópolis" è relativo a Francisco das Chagas Moura, che è stato sindaco della città tra gli anni 1934 al 1938. Poi, la città è stata denominata "San Giuseppe Du • ro". "Hard" era una semplificazione del "D'oro", in quanto la regione era ricca di oro nel suo seminterrato. Come sindaco, Francisco Moura ha dichiarato che la città ha fatto un omaggio alle signore del posto che chiamavano se stessi "Custodiana", noto con il soprannome di "Diana". Di qui l'affermazione della città ora si chiamano "Dianópolis", che significa "Terra di Dianas".
La città divenne famosa per l'episodio di The Trunk (titolo del libro Bernardo Elis), noto per i suoi abitanti la storia di segnalazione il massacro di nove cittadini e che sono stati sepolti nella pubblica piazza, chiamata oggi la "Cappella Piazza".